# Йохан Палиса
Йохан Палиса (на немски: Johann Palisa) е австрийски астроном, работил предимно в областта на идентифициране и изследване на орбитите на астероидите. Открива 122 астероида (малки планети) и издава „Звездни атланти“. Заедно с Макс Волф издава атлас за звездите за училищата, по-късно и фотографска звездна карта с 210 листа.
Носител на наградата „Валц“ на Френската академия на науките за 1906 г. Астероидът 914 Палисана, открит през 1919 г. и лунният кратер Палиса са наречени в негова чест. Неговото име носи и обсерваторията в чешкия град Острава.

## Биография
Палиса е роден на 6 декември 1848 г. в Опава, град в тогавашната провинция Австрийска Силезия на Австро-Унгария (днес в Чехия) като най-възрастният син на търговеца на зърно Франтишек Палиса и съпругата му Катержина. Успешно се дипломира през 1866 г. в Опавската гимназия, където показва математическите си способности. По време на обучението си по математика и астрономия във Виенския университет помага в работата във Виенската обсерватория на Карл фон Литов и Едмунд Вайс, на които, заедно с директора на обсерваторията Теодор фон Ополцер, се възхищава. Всички те подпомагат кариерата му и по-късно Палиса кръщава някои от откритите астероиди на имената на техните съпруги или дъщери: Аугуста, Агата, Клотилда, Аделинда, Ириней, Ана, Селестин. Благодарение на поддръжката им, през 1870 г. е назначен за асистент в обсерваторията. Година по-късно се освобождава място за щатен астроном в обсерваторията в Женева, Швейцария, което той заема, но сравнително скоро, благодарение на препоръките на Вайс, през 1872 г. Палиса приема поста на директор на австрийската Морска обсерватория в Пула (днешна Хърватия). Основната задача пред Палиса в Пула е грижата за корабните хронометри. Обсерваторията разполага със скромен шестдюймов рефракторен телескоп, но на 18 март 1874 г. с негова помощ Палиса успява да открие първия си астероид.
Сред неговите интереси, освен астрономия, се включва и колоезденето – Палиса става председател на Клуба на виенските колоездачи.
От първата си жена, която умира през 1901 г., астрономът има седем деца, четири от които го надживяват. Жени се за втори път през 1902 г.
Умира на 2 май 1925 г. от инфаркт във Виена и е погребан в централните гробища на града.

## Научна дейност
По време на работата си в Пула, Палиса открива двадесет и седем астероида и една комета. За разлика от други изследователи, той набляга на по-сигурното и надеждно определяне на орбитата на новооткритите небесни тела, тъй като много от тях са изгубени, преди да се установят параметрите на орбитата им. Палиса организира и изнася във Виена серия от лекции и университетски курсове. През 1880 г. астрономът напуска поста си в Пула и заема длъжността първи адюнкт (помощник) в обсерваторията на Виенския университет, където е монтиран 68-сантиметров рефракторен телескоп, най-големият тогава в света. С негова помощ локализира астероидния пояс, в който са орбитите на повечето астероиди, на разстояние от 2.2 – 3.6 AU и открива няколко тела с орбити, прекосяващи тази на Марс. Палиса става първият астроном, който успява да открие повече от 50 астероида.
Заедно с Макс Волф създава първия звезден атлас за търсене и идентифициране на обекти, използван и за нуждите на астрофизиката. По-късно фотографските звездни карти на Волф и Палиса достигат до 210 листа.
Палис се интересува като астрономически обекти и от Луната и Слънцето и участва в експедиция до Таити през 1883 г. за изследване на слънчево затъмнение. Участва в търсенето на хипотетичната планета Вулкан. Редактира два звездни каталога с точните позиции на 4700 звезди. Каталозите стават важна основа за идентифицирането на орбитите на астероиди, за което получава през 1906 г. награда от Парижката академия. Палиса има важно участие във въвеждането на централноевропейското часово време в гражданския живот.
Първият си открит астероид (още докато работи в Пула) Палиса кръщава 136 Austria (латинското наименование на Австрия), като това е първият астероид, открит на територията на бившата Австро-Унгарска империя. Имена на астероидите 255 Oppavia (латинското име на Опава) и 257 Silesia (съответно на Силезия) са свързани с родното място на астронома.
По време на работата си Палиса открива 122 астероида, от 136 Австрия през 1874 г. до 1073 Геливара (наречен на шведския град Йеливаре) през 1923 г. Сред по-забележителните му открития са 153 Хилда, 216 Клеопатра, 243 Ида, 253 Матилда, 324 Бамберга и др.
Два от откритите от него астероида са посетени от космически сонди – 253 Матилда от апарата NEAR през 1997 г. и 243 Ида от сондата „Галилео“ през 1993 г.